# مساعد العازمي
الشيخ مساعد العازمي (1845م - 1943م) أول طبيب كويتي، وداعية إسلامي.

## عن حياته
هو الشيخ مساعد بن عبد الله البريكي العازمي، ولد في بادية الكويت، ويعتبر أول طبيب كويتي، ينتمي لقبيلة العوازم، وجده هو مسيعيد بن أحمد ناسخ كتاب الموطأ الذي وجد في فيلكا والذي يعود تاريخ هذه النسخة إلى سنة 1682م.، عاش أكثر طفولته في البادية، فتعلم الرجولة والاعتماد على النفس والصبر على الأذى، وهي صفات تصبغها بيئة البادية على أهلها، ثم جاء إلى الكويت بصحبة أهله، وسكن أهله في «فريج» العوازم، قرب «دروازة العبد الرزاق».

## ترحاله
وفي عام 1885م تقريباً غادر الكويت إلى مصر وتعلم الفقه المالكي والنحو والعروض والتلقيح ضد الجدري، واثناء تلقيه التعليم بمصر كان يعرف باسم (محمد سعيد الكويتي) (والأزهر بذلك الوقت كان يعرف بزيادة اسم (محمد) تبركا بهذا الاسم الجليل)، ورحل بعدها إلى اليمن وبقي فيها حوالي السنة ثم غادرها مارا برأس الخيمة ومكث فيها وأخذ يعرض للناس فائدة التلقيح ويذكرهم بالأخطار التي تتهدد أطفالهم، فأقام هناك وتزوج وانجب ابنة واحدة وهي أول مولود له، وبعد سنوات قليلة غادر رأس الخيمة إلى الإحساء على جمل كان قد وهبه له أميرها ومكث في الإحساء مدة أخذ يتزود خلالها بالعلم على مشايخها وفي الوقت نفسه كان يباشر مهنة التلقيح، ثم سافر من الاحساء إلى بلده الكويت وكان ذلك في زمن الشيخ محمد بن صباح الصباح واتخذ من بيته الواقع في فريج العوازم بالقرب من مسجد بن فارس عيادة يأتي اليه الناس فيها بأولادهم لتلقيحهم، وكان ياخذ عن كل شخص «قران» أي اربع انات هندية، وكان له الدور الكبير في محنه الكويت من مرض الجدري الذي اصابهم سنة 1932م، وبعد حكم الشيخ مبارك الصباح غادر من الكويت متجها للبحرين (وقيل أنه استبعد من الكويت بسبب فتواه بشأن القاتل). ومكث فيها إلى أن توفي سنة 1362هـ الموافق (1943م) تقريباً وله من العمر حوالي ثمانية وتسعون عاما.

## أولاده
- عبد الله مساعد العازمي
- عبد اللطيف مساعد العازمي
- محمد مساعد العازمي
- صالح مساعد العازمي
- عبد الكريم مساعد العازمي
- عبد الرحمن مساعد العازمي
- حسن مساعد العازمي
- عبد الرحيم مساعد العازمي
- عبد العزيز مساعد العازمي
- من الإناث: بنتا واحدة

## وفاته
توفي وهو نائم في قرية عسكر في البحرين جنوبي المنامة.
وقد ابدا استغراب الدكتور يعقوب يوسف الغنيم بكتابه (ملامح من تاريخ الكويت - ص111) عن عدم ذكر فيوليت ديكسون بانجاز الشيخ مساعد بالمرض الذي عم الكويت (مرض الجدري).